# December 9
『December 9』(ディッセンバー・ナイン) は、ACE COLLECTIONの1作目の配信限定アルバムである。2019年3月27日発売。

## 概要
- ACE COLLECTION初のアルバム作品である。
- 配信限定アルバムである。
- アルバム名の『December 9』は、ACE COLLECTIONの結成日である12月9日から取られている[1]。

## 収録曲
（全9曲）

- HELLO WORLD [1:53]
- December 9 [4:27]
  - ACE COLLECTIONを象徴する曲。本アルバムの表題曲、リード曲である。
- 鬱憤 [4:15]
- Lady [4:38]
- 君と花したい [5:47]
- Butterfly [3:22]
- BLACK HOLE [4:10]
- LIFEメーカー [2:55]
- ROCK STAR [3:52]

## タイアップ
December 9
テレビ朝日系列音楽番組『BREAK OUT』2019年10月度オープニングテーマ